# 河西美帆
河西 美帆（かわにし みほ、2001年5月25日 - ）は、毎日放送（MBS）のアナウンサー。

## 来歴
兵庫県宝塚市出身。2024年3月、関西学院大学商学部卒業。
大学在学中の2022年10月、自身の出身地である兵庫県宝塚市の観光大使「第11期リボンの騎士サファイア（定員2名）」に選出され、宝塚市の魅力を伝える様々な活動を1年間にわたって行った。
2024年4月に株式会社毎日放送（MBS）に同社で2年ぶりのアナウンサーとして入社。5月28日放送の生放送テレビ番組「よんチャンTV」内の新人アナウンサー紹介コーナーにてテレビ初出演、7月12日放送のMBSラジオ「MBSニュース」にて初鳴きを果たした。
8月12日より毎日、MBSテレビの夜番組を紹介するスポットCMに出演、該当番組にまつわる事項に挑戦している（例：「プレバト!!」の場合、自身が詠んだ俳句の披露、消しゴムはんこを自作）。

## 人物
- 特技 - 4歳から始め、入社後も続けており、20年目を迎えたクラシックバレエ、チアダンス、着付け[2]。
  - MBSのYouTube動画内では、見学で訪れたラジオスタジオにてクラシックバレエのI字バランスを披露している[7]。
- クラシックバレエの発表会に出た経験から「人前に出るサラリーマンの仕事がしたい」→アナウンサーを受けた理由だという[4]。
- 資格 - 英検2級、漢字検定2級を取得[4]。趣味は、掃除・収納[2]。
- 好きな言葉・座右の銘 - 受けた恩は石に刻め。かけた情けは水に流せ[1]。
- 研修の責任者[5]である先輩アナウンサーの上田悦子は「（アナウンサーとしての）技術を身に着けたら大きな存在になる」[4]、「よんチャンTV」火曜日のコメンテーター、沢松奈生子は「アスリートのような度胸がある」[8]と、それぞれ河西を評価している。

## 担当番組

### 現在
テレビ
- よんチャンTV（2024年10月 - ） - 水曜日フィールドキャスター
- みんなの甲子園 - 2025年アシスタント（先輩アナウンサーの海渡未来と交互に担当）

ラジオ
- DJ KO-TAROの＋musicレディオ
- 裏方兼聞ROCK![9] - 2024年度木曜日アシスタント
- 上泉雄一のええなぁ!（2025年4月8日 - ） - 火曜日アシスタント